# Salâh Birsel
Pour les articles homonymes, voir Birsel.
Ahmet Salahattin Birsel, né le 14 novembre 1919 à Bandırma et mort le 10 mars 1999 à Istanbul, est un poète et essayiste turc.

## Biographie
Il a fréquenté la faculté de droit de l'université d'Istanbul pendant deux ans, puis est diplômé du département de philosophie de la faculté des lettres de la même université (1948). Pendant qu'il étudiait à la faculté, il enseigna le français à l'école secondaire de Nişantaşı (1943-49). Il publie le magazine Innovations (5 numéros, 1946) et contribue à la publication des magazines Insan et Sokak. Fonctionnaire de la Türkiye İş Bankası (1940), examinateur du Conseil d'inspection de la Sümerbank (1950-52) ; Il a travaillé comme inspecteur du travail au ministère du Travail à Istanbul (1952-54), à Gaziantep (1954-55) et de nouveau à Istanbul (1955-56), comme directeur de bibliothèque à la Faculté des Lettres de l'Université d'Istanbul (1956). -60), comme traducteur français à l'Université d'Ankara (1960-61), directeur d'imprimerie (1961-72) et retraité. Il a été membre du conseil d'administration de l'Association de langue turque et chef du département de publication (1954-57 et 1960-77). Après sa retraite, il s'est installé à Istanbul, où il est décédé d'une crise cardiaque le 10 mars 1999 et a été enterré au cimetière de Feriköy .

## Poésie
Salâh Birsel a commencé la littérature par la poésie. Il est l’un des grands noms de la génération des années 40. Son premier poème était Loneliness, publié dans le magazine Gündüz publié par İhsan Devrim. Il voulait compiler ses premiers poèmes dans un livre intitulé L'homme original s'est mangé en 1939, mais ce souhait ne s'est pas réalisé. Ces poèmes sont des poèmes lyriques, influencés par Necip Fazıl. Il dit avoir été influencé par Nâzım Hikmet en termes de forme dans les poèmes qu'il écrivit à l'approche des années 1940 (Durbaş 1986 : 5). Son premier recueil de poésie, World Affairs, a été publié en 1947. Une compréhension de la poésie dans le style du mouvement  Garip prédomine dans ce livre. Dans son livre suivant, Hacivatın Karısı (1947-1954), il signale qu'il a commencé à abandonner son style de Garip et à trouver sa propre ligne ironique, sarcastique et satirique. Les personnages fictifs du poème de Salâh Birsel, Güzin, Hacivat et Kamer Hanım, apparaissent pour la première fois dans ce livre. On voit également que Birsel ridiculise les segments sociaux petits-bourgeois dans certains de ses poèmes. On observe qu'il a été influencé par la Deuxième Nouvelle Poésie dans les années 1950. Le premier poème de cette période fut Soleil et Lézard, publié dans la revue Türk Dili en 1953 (Bahar 1995 : 19). Il existe également des poèmes au sens fermé dans Ases (1955-1960) et Kikirikname (1955-1960). Haydar Haydar (1961-1972) est le livre dans lequel les influences socialistes sont les plus visibles. Birsel n'a pas publié de livre de poésie après Haydar Haydar jusqu'à Varduman, qu'il a publié en 1993. Varduman comprend également de nouveaux poèmes écrits en 1991-1992, des poèmes écrits entre 1973 et 1990, dont la plupart sont restés dans des journaux, et deux poèmes qui n'ont jamais été publiés sous forme de livre auparavant, L'homme original s'est mangé (1936-1938) et Faillite (1938-1942) s'y trouvbent aussi. Il a remporté le prix de poésie Behçet Necatigil avec Varduman en 1994.

### Principes de la poésie de Birsel
Birsel a publié huit autres livres de poésie après Varduman. On peut dire que les traits distinctifs de la poésie de Salâh Birsel sont son éloignement du « sentimentalisme » ou de l'exclusion du lyrisme, des éléments de sarcasme, d'humour et de satire, et du savoir-faire des mots. Le poète a clarifié sa poétique dans son livre intitulé Principes de poésie. Principes de poésie est le premier livre de nature poétique de la littérature turque. En 1947, Birsel commença à publier les principes dans le journal Sanat and Literature sous la direction de Suut Kemal Yetkin, sous le titre 'Vers les principes d'une nouvelle poésie. Les principes ont ensuite été publiés pièce par pièce sous différents titres dans les magazines Varlık, Kitap Dünyası, Kaynak, Yeditepe, Beş Sanat, Pazar Postası, Yazı et Nokta. Ils ont été publiés sous forme de livre en 1952 (Bahar 1995 : 31). Birsel explique la principale raison pour laquelle les principes ont été écrits dans l'introduction du livre comme « [...] pour s'opposer aux points de vue erronés de ceux qui pensent que l'art n'est qu'une « essence » et veulent évaluer la poésie en examinant son sujet » ( Birsel 2001 : 9).
Cette idée est à la base des principes poétiques déterminés par Birsel : selon lui, la poésie est un tout ; son sujet, son vocabulaire et sa forme ne peuvent être évalués séparément. Pour qu'un poème soit « beau », il faut qu'il atteigne un certain sentiment d'intégrité ; cela ne peut être réalisé qu’avec intelligence, et non avec enthousiasme, enthousiasme ou émotions. Ainsi, selon Birsel, la poésie est une « œuvre d’intelligence » ; « [...] les poètes préfèrent vouloir saisir les émotions avec leur esprit, pas avec leurs sens. » (Birsel 2001 : 97) C’est pourquoi écrire de la poésie est aussi difficile que résoudre un problème mathématique. Birsel attache plus d'importance aux mots laissés en dehors d'un poème qu'aux mots inclus dans ce poème.« La beauté d'un poème est directement proportionnelle au nombre de mots qu'il laisse de côté », dit-il (Birsel 2001 : 26). De même, la beauté ou la force d’une ligne ne peut être « déterminée que par les lignes qui la précèdent et la suivent ». (Birsel 2001 : 28) Birsel appliquera également le mot politique qu’il a adopté dans sa prose,.

## Essais
Bien que Salâh Birsel ait commencé sa vie littéraire par la poésie, il a acquis sa véritable renommée grâce à ses essais. Conversations with Myself, publié en 1969, est le premier livre d'essais de Birsel. Son deuxième livre d'essais, Poésie et meurtre, publié en 1975, a valu à Birsel le prix d'essai de l'Association de langue turque en 1976. Paf et Puf, un autre livre de Birsel intitulé Essais des mille et une nuits, a également reçu le prix d'essai Türkiye İş Bankası en 1982.
Salâh Birsel est l'un des principaux écrivains qui ont contribué au genre de l'essai dans la littérature turque. Les sources de ses essais sont la vie de poètes et d'écrivains, le monde de la littérature et de l'art et ses propres expériences. Les textes d'essais de Birsel sont le produit d'une étude méticuleuse et à long terme. Après avoir déterminé le sujet à aborder, il effectue une lecture approfondie sur le sujet. Il attache une grande importance aux premières phrases de ses essais, car ces phrases porteront tout l’essai. Il fait progresser ses essais au fil des événements, donnant l'impression qu'il écrit au hasard en passant d'un sujet à l'autre, mais en fait il s'agit d'un hasard planifié. « L'humour » domine ses essais, ainsi que ses poèmes. Salâh Birsel attache également de l'importance au fait que ses essais sont instructifs, mais ses textes évitent les jugements et les interprétations. Dans ses essais, les jugements de l'auteur sont cachés entre les lignes ou peuvent être déduits de l'ensemble du texte. Birsel veille à ne pas ennuyer le lecteur dans ses essais. Parfois, il s'adresse directement au lecteur. Cela rapproche le style de Salah Birsel de celui d'Ahmet Midhat et de la tradition du meddah. Les livres de Salâh Birsel intitulés Kahveler Kitap, Ah Beyoğlu Vah Beyoğlu, Boğaziçi Şıngır Mıngır, Sergüzeşt-i Nono Bey et Elmas Boğaziçi, Istanbul-Paris, publiés dans la série « Salâh Bey History », sont à la fois une histoire personnelle, littéraire et urbaine. Ce sont également des essais qui peuvent être considérés comme des livres de voyage. En particulier, le Livre des Cafés et les poètes et écrivains de la génération Ah Beyoğlu Vah Beyoğlu de 1940 sont également des sources importantes en termes de lieux littéraires de cette génération. Dans ses livres Boğaziçi Şıngır Mıngır et Sergüzeşt-i Nono Bey et Elmas Boğaziçi, Birsel traite des demeures, des demeures, de la vie et des habitants du Bosphore,.

## Journaux
Salâh Birsel a également publié des ouvrages dans le genre journal intime. Il a commencé à publier ses journaux dans le magazine Beş Sanat en 1949, puis a continué dans les magazines Yenilik et Yeditepe. Birsel a compilé ces journaux dans un livre intitulé Diary en 1955. Il a également rendu populaire le mot « journal » comme nom du genre. Birsel a compilé ce qu'il a écrit entre 1972 et 1975 dans un livre intitulé Covering the Birds, son journal qu'il a écrit mais qu'il n'a pas publié en 1956 et ses deux journaux précédents sous le titre Hacivat Diary et 1980-1985 sous le titre Old Age Diary. Old Age Diary a remporté le prix de littérature Sedat Simavi en 1986. Les autres livres de Birsel dans le genre journal sont Mirrors Diary, Mr. Silence, Cold Crow, The Baked Smell of Loneliness, Wrong Finger, Papaganname. Bien que Salâh Birsel inclue dans ses journaux des événements, des états émotionnels et sa vision de la vie, ces livres sont essentiellement des journaux littéraires. Tout comme ses essais, ses journaux décrivent un monde littéraire composé d'écrivains et de livres. Birsel dit : « Je ne veux pas écrire un journal juste pour tenir un journal. Si j'ai quelque chose à dire et que je pense que ce que je dis plaira aux lecteurs, j'écris. En d'autres termes, je pense au journal. comme type de littérature » (Durbaş 1986 : 5). Parallèlement, il avait déjà inclus dans son journal certains de ses poèmes de son livre Varduman. Dans le livre intitulé Midnight Letters, Birsel a compilé les lettres qu'il a envoyées à des écrivains dont Akşit Göktürk, Behçet Necatigil, Tahir Alangu, Cevdet Kudret, Tahsin Yücel, İlhan Berk, Hulki Aktunç, entre 1955 et 1990. Lettres et journaux permettent également de connaître l'histoire des œuvres de l'auteur et d'assister à leur préparation.

## Roman et études
Salâh Birsel a également écrit un roman intitulé Four Cornered Triangle. Le roman, publié en feuilleton dans le journal Ulus en 1957, est devenu un livre en 1961 (Bahar 1995 : 40). Le narrateur du roman, qui travaille dans l'entrepôt d'une usine de tabac appelée Tütün Yaprakevi, se présente au lecteur comme un observateur, voire un « observateur international ». L'obsession du narrateur pour l'observation lui cause divers troubles ; se faire virer de son travail, ne pas pouvoir s'adapter à son environnement, etc. cela implique. Salâh Birsel dit que ce roman est une première en turc et qu'il se tourne vers « l'intellectualisme, c'est-à-dire le roman de la pensée » avec Four Cornered Triangle (Durbaş 1986 : 5).
Outre les œuvres poétiques, les essais et les journaux intimes de Salâh Birsel, il possède également des ouvrages de synthèse/recherche. Le livre intitulé Impressionnisme dans la peinture française est le produit du choix de l'auteur de la peinture européenne comme deuxième domaine d'expertise lors de ses études de philosophie et de ses travaux dans ce domaine. L'auteur a également rédigé des livres sur Rüştü Onur et Goethe. Dans le livre intitulé Rüştü Onur, il a rassemblé les poèmes de Rüştü Onur, l'un des poètes de la génération de 1940, décédé très jeune de la tuberculose, les choses écrites sur lui après sa mort, ses lettres, ses articles publiés dans le journal Yeni Zonguldak et son histoire. Dans son livre Goethe... Light, A Little More Light, il a inclus la biographie de Goethe et ses traductions de ses poèmes.
Salah Birsela écrit des œuvres dans différents genres tels que des romans, des poèmes et des essais, et est devenu l'un des écrivains les plus productifs de la littérature turque. L'essai a grandement contribué au développement de genres tels que le journal intime. Birsel fait partie des figures littéraires qui ont réussi à créer leur propre style. Birsel, qui aimait beaucoup les mots et l'exprimait à chaque occasion, non seulement produisait lui-même de nouveaux mots, mais scannait également des dictionnaires et introduisait des mots rarement utilisés et oubliés, essayant ainsi d'élargir les possibilités du turc .

## Œuvres

### Poèmes
- Dünya İşleri (1947)
- Hacivatın Karısı (1955)
- Ases (1960)
- Kikirikname (1961)
- Haydar Haydar (1972)
- Köçekçeler (toplu şiirler, 1980)
- Bütün Şiirleri (toplu sürter, 1986)
- Varduman (1993)
- Yalelli (1994)
- Rumba da Rumba (1995)
- Yaşama Sevinci (1995)
- İnce Donanma (1995)
- Çarleston (1996)
- Baş ve Ayak (1997)
- Sevdim Seni Ey İnsan (1997)
- Seçme Şiirler (1997)
- Nardenk (1998)

### Essais
- Şiirin İlkeleri (1952)
- Sen Beni Sev (edebiyat üzerine konuşmalar, 1957)
- Kendimle Konuşmalar (1969)
- Kurutulmuş Felsefe Bahçesi (1979)
- Paf ve Puf (1982)
- Şiir ve Cinayet (1975)
- Halley Kimi Kurtarır (1981)
- Amerikalı Tolstoy (1983)
- Yapıştırma Bıyık (1985)
- Bir Zavallı Sarı At (1985)
- Şişedeki Zenci (1986)
- Asansör (1987)
- Kediler (1988)
- Seyirci Sahneye Çıkıyor (1989)
- Hafiyeler Önde Gider (1991)
- Gandhi ya da Hint Kirazının Gölgesinde (1993)
- Gece Mavisi (1994)
- Şiirin İlkeleri (Şiirin İlkeleri, Sen Beni Sev, Seyirci Sahneye Çıkıyor, 2001)
- 1001 Gece Denemeleri (2003).

### Journaux
- Günlük (1955)
- Kuşları Örtünmek (1976)
- Hacivat Günlüğü(1982)
- Yaşlılık Günlüğü (1986)
- Aynalar Günlüğü (1988)
- Bay Sessizlik (1990)
- Nezleli Karga (1991)
- Yalnızlığın Fırınlanmış Kokusu (1992)
- Papağanname (1995)
- Yanlış Parmak (1996).

### Roman
- Dört Köşeli Üçgen' (1961)

### Biographie
- Rüştü Onur (1956)

### Études
- Fransız Resminde İzlenimcilik (1967)
- Seçmeler: Goethe (1972)

### Autres
- Kıbrıs'a Selam (1987)
- Kahveler Kitabı (1975)
- Ah Beyoğlu Vah Beyoğlu (1976)
- Boğaziçi Şıngır Mıngır (1979)
- Sergüzeşt-i Nono Bey ve Elmas Boğaziçi (1982)
- İstanbul-Paris (1983)
- Rüştü Onur: Şiirleri-Yazıları-Kendisi İçin Yazılanlar (1956)
- Geceyarısı Mektupları (1991).

## Prix
- 1986 : Prix de littérature Sedat Simavi
- 1994 : Prix de poésie Necatigil